# Саут-Ван-Горн (Аляска)
Саут-Ван-Горн (англ. South Van Horn) — переписна місцевість (CDP) в США, в окрузі Фербенкс-Норт-Стар штату Аляска. Населення — 503 особи (2020).

## Географія
Саут-Ван-Горн розташований за координатами 64°48′34″ пн. ш. 147°47′17″ зх. д. / 64.80944° пн. ш. 147.78806° зх. д. (64.809526, -147.787929).  За даними Бюро перепису населення США в 2010 році переписна місцевість мала площу 22,09 км², з яких 20,83 км² — суходіл та 1,26 км² — водойми.

## Демографія
Згідно з переписом 2010 року, у переписній місцевості мешкало 558 осіб у 223 домогосподарствах у складі 121 родини. Густота населення становила 25 осіб/км².  Було 253 помешкання (11/км²).
Расовий склад населення:
| - 76,2 % — білих - 6,6 % — корінних американців - 2,7 % — чорних або афроамериканців - 1,8 % — азіатів - 0,9 % — вихідців з тихоокеанських островів |

До двох чи більше рас належало 10,9 %. Частка іспаномовних становила 5,0 % від усіх жителів.
За віковим діапазоном населення розподілялося таким чином: 21,7 % — особи молодші 18 років, 69,7 % — особи у віці 18—64 років, 8,6 % — особи у віці 65 років та старші. Медіана віку мешканця становила 36,5 року. На 100 осіб жіночої статі у переписній місцевості припадало 120,6 чоловіків;  на 100 жінок у віці від 18 років та старших — 127,6 чоловіків також старших 18 років.
Середній дохід на одне домашнє господарство  становив 80 502 долари США (медіана — 65 750), а середній дохід на одну сім'ю — 68 254 долари (медіана — 62 778). За межею бідності перебувало 29,6 % осіб, у тому числі 66,4 % дітей у віці до 18 років та 0,0 % осіб у віці 65 років та старших.
Цивільне працевлаштоване населення становило 298 осіб. Основні галузі зайнятості: роздрібна торгівля — 20,1 %, освіта, охорона здоров'я та соціальна допомога — 15,8 %, будівництво — 14,1 %, фінанси, страхування та нерухомість — 13,4 %.